# Phaio aurata
Phaio aurata là một loài bướm đêm thuộc phân họ Arctiinae, họ Erebidae.